# Rutilia panthea
Rutilia panthea är en tvåvingeart som först beskrevs av Walker 1849.  Rutilia panthea ingår i släktet Rutilia och familjen parasitflugor. Inga underarter finns listade i Catalogue of Life.